# E.YAZAWA ROCK
『E.YAZAWA ROCK』（イー・ヤザワ・ロック）は、2009年の日本映画。
ロックシンガー・矢沢永吉の30年を追った音楽ドキュメンタリー映画である。監督の増田久雄は、1979年に公開されたドキュメンタリー映画『矢沢永吉 RUN&RUN』のプロデュースを手がけている。
2008年に完成する予定だったが、完成度に不満を抱いた矢沢永吉の希望により撮影が延長された。

## スタッフ
- 監督・製作者：増田久雄
- 監修：矢沢永吉
- プロデューサー：村山哲也
- アソシエイトプロデューサー：藤田俊文
- 撮影：瀬川龍
- 編集：熱海鋼一
- 整音：瀬川徹夫
- 録音：高橋義照
- 製作委員会メンバー：東映、プルミエ・インターナショナル、トムス・エンタテインメント、東映ビデオ、ラテルナ